# Івченко Сергій Іванович
Сергій Іванович Івченко (нар. 25 березня 1925, селище Буди, Харківщина — 13 листопада 1984) — український ботанік. Доктор біологічних наук (1971). Автор низки відомих науково-популярних книг про дерева та рослини, серед яких «Цікава дендрологія» (1964), «Загадки цинхони» (1965), «Занимательно о ботанике» (1969).

## Життєпис
Народився в сім'ї коваля. Учасник німецько-радянської війни. Воював у складі 1-го та 4-го Українських, а згодом 1-го та 2-го Білоруських фронтів. Нагороджений орденом Червоної Зірки та медалями. Член КПРС.
Закінчив Харківський сільськогосподарський інститут (1950). Доктор біологічних наук (1971), професор, завідувач кафедри ботаніки Міського педінституту.
Автор книжок «Цікава дендрологія» (1964, автор передмови — Максим Рильський), «Загадки цинхони» (1965, диплом другого ступеня на Всесоюзному конкурсі науково-популярної літератури), «Дерева-пам'ятники» (1967), «Сад над Дніпром» (1968), «Занимательно о ботанике» (1969, відзнака на Всесоюзному конкурсі науково-популярної літератури), «Лесное чудо» (1975), «Книга о деревьях» (1977).
Член Спілки письменників СРСР з 1970 р.